# Tashi Namgyal
Pour les articles homonymes, voir Tashi Namgyal (homonymie) et Namgyal.

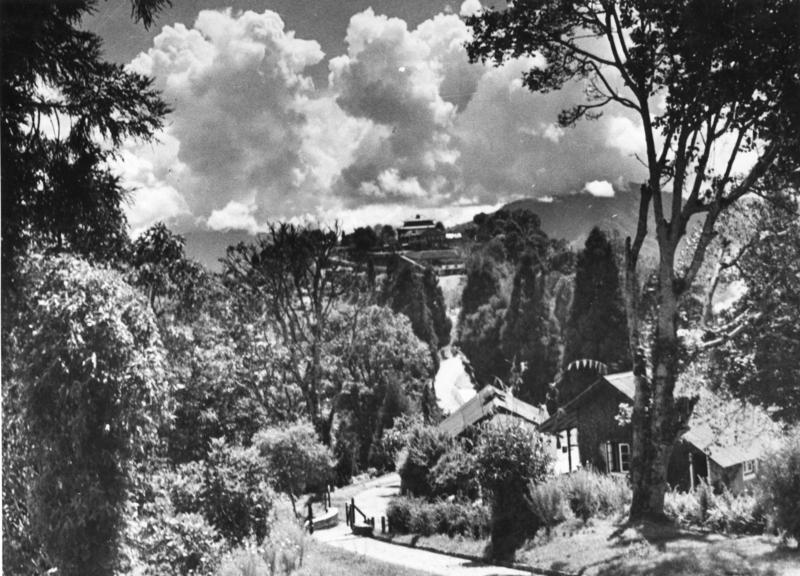
Vue sur le palais du Maharaja, à Gangtok, 1938

Tashi Namgyal, né le 26 octobre 1893 et décédé le 2 décembre 1963, était le roi (Chogyal) du Sikkim ayant régné de 1914 à 1963. 
Il est le fils de Thutob Namgyal.

## Biographie

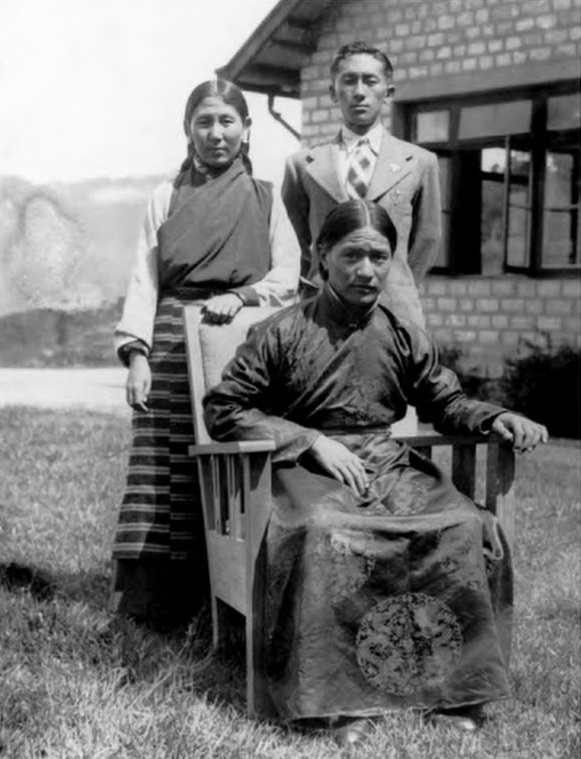
Dudjom Rinpoché avec le prince Paljor Namgyal et la maharani Kunzang Dechen Tshomo Namgyal.

Namgyal fut le 11e dirigeant de la dynastie Namgyal du royaume du Sikkim, ayant pris la succession de son demi-frère Sidkeong Tulku Namgyal, qui avait gouverné d e février à décembre dans 1914, jusqu'à sa mort consécutive à une crise cardiaque. Né au Tibet, il a été couronné par Thubten Gyatso, le 13e dalaï-lama, il était un fort défenseur de liens plus étroits avec l'Inde.
Jigmé Taring, un homme politique tibétain, était son neveu, le père de Jigmé Taring était le frère aîné de Tashi Namgyal.
Il a épousé la petite fille de Sholkhang, Kunzang Dechen, en octobre 1918, et ils ont eu 3 fils et 3 filles. À sa mort, son fils Palden Thondup Namgyal lui a succédé comme Chogyal.
Pendant sa vie, il a favorisé des liens plus étroits entre le Sikkim, l'Inde et le Tibet. Bien que quelques adeptes de la théorie du complot attribuent sa mort à des agents de l'Inde, de telles théories sont largement réfutées par la plupart des historiens concernant l’implication d’agents de l’Inde, en raison de ses relations excellentes avec l'Inde. 
Près d'une décennie après sa mort, son fils Palden Thondup Namgyal, en fonction héréditaire de Chogyal a été formellement déposé par le peuple du Sikkim qui a voté un référendum (par une majorité de 97 %) pour rejoindre l'Union indienne. Palden Thondup Namgyal était très impopulaire et le premier ministre Lendup Dorji alors démocratiquement élu a fait appel à l'Inde pour changer le statut de Sikkim du protectorat à l'indépendance. Le 16 mai 1975, le Sikkim est officiellement devenu le 22e État de l'Union indienne, mettant un terme à l'ère de la monarchie Chogyal et au royaume.

## Titres
- 1893-1914: Prince Tashi Namgyal
- 1914-1918: Son Altesse Sri Panch Maharaja Tashi Namgyal, Maharaja Chogyal of Sikkim
- 1918-1923: Son Altesse Sri Panch Maharaja Tashi Namgyal, Maharaja Chogyal du Sikkim,
- 1923-1939: Son Altesse Sri Panch Maharaja Sir Tashi Namgyal, Maharaja Chogyal du Sikkim
- 1939-1963: His Highness Sri Panch Maharaja Sir Tashi Namgyal, Maharaja Chogyal du Sikkim

## Honneurs
- Médaille Delhi Durbar -1911
- Ordre de l'Empire des Indes (KCIE)-1923 (CIE-1918)
- Médaille du jubilé du roi Georges V-1935
- Médaille du couronnement du roi Georges VI-1937
- Ordre de l'Étoile d'Inde (KCSI)-1939